# Ola Salomonsson
Ola Salomonsson, född 23 april 1947, är en svensk advokat som har företrätt åtalade i flera uppmärksammade rättegångar.
Salomonsson har bland annat försvarat Gottfrid Svartholm Warg i Pirate Bay-målet. Han har också försvarat musikartisten Papa Dee, graffitiartisten Semi, samt Clark Olofsson för narkotikahandel och en person misstänkt för inblandning i det spektakulära "helikopterrånet" mot en värdetransportdepå i Västberga i Stockholm.
Ola Salomonsson har under hela sitt yrkesliv arbetat uteslutande med brottmål.
Han driver advokatfirman Ola Salomonsson AB.